# 中华全国归国华侨联合会
中华全国归国华侨联合会（英語：All-China Federation of Returned Overseas Chinese，缩写ACFROC），简称中国侨联、全国侨联，是中華人民共和國由全国归侨、侨眷组成的全国性人民团体和非政府組織，是中华人民共和国党和政府联系广大归侨、侨眷和海外侨胞的機構。
中国侨联是参加中国人民政治协商会议的人民团体。

## 沿革
1937年7月“华侨留延（安）办事处”成立。1940年9月5日，该办事处发起在杨家岭大礼堂召开延安华侨第一次代表大会，大会决定成立延安华侨救国联合会。1946年3月12日，延安华侨救国联合会更名为延安华侨联合会。1948年，该会转至晋察冀边区所辖的河北省平山县，1948年下半年，延安华侨联合会更名为中国解放区归国华侨联合会。
1950年7月8日，中华人民共和国归国华侨联谊会筹备委员会在北京成立。1956年6月，中央人民政府华侨事务委员会第四次（扩大）会议决定成立中华全国归国华侨联合会筹备委员会。1956年10月12日，中华全国归国华侨联合会在北京成立。
2018年3月21日，中共中央印发《深化党和国家机构改革方案》指出，国务院侨务办公室海外华人华侨社团联谊等职责划归中国侨联行使，发挥中国侨联作为党和政府联系广大归侨侨眷和海外侨胞的桥梁纽带作用。

## 机构设置
中国侨联设置下列机构：

### 内设机构
- 办公厅
- 信息传播部
- 联谊联络部
- 经济科技部
- 文化交流部
- 权益保障部
- 基层建设部
- 组织人事部（机关党委）

### 直属事业单位
- 机关服务中心
- 中国华侨华人研究所（中国华侨历史学会）
- 中国华侨历史博物馆
- 《海内与海外》杂志社
- 中国侨联公益事业管理服务中心（中国华侨公益基金会等）
- 中国侨联干部培训中心

### 直属企业单位
- 中国企业经营咨询公司
- 中国华侨出版社有限公司

### 主管社会团体
- 中国侨商联合会
- 中国华侨摄影学会
- 中国华侨国际文化交流促进会
- 中国华侨历史学会

## 历任领导
中华全国归国华侨联合会主席
1. 陈嘉庚（1956年10月－1961年8月）
2. 庄希泉（1978年12月－1984年4月）
3. 张国基（1984年4月－1989年12月）
4. 庄炎林（1989年12月－1994年6月）
5. 杨泰芳（1994年6月－1999年7月）
6. 林兆枢（1999年7月－2008年1月）
7. 林军（2008年1月－2017年6月）
8. 万立骏（2017年6月－2025年5月）

## 外部連結
- 中华全国归国华侨联合会（页面存档备份，存于） 官方网站